# Сельсоветы и сомоны Бурятии
Сельсоветы и сомоны — административно-территориальные единицы в составе районов Бурятии.

## Описание
Согласно Закону от 10 сентября 2007 года № 2433-III (ст. 3), сельсовет, сомон — административно-территориальная единица, которая своими фиксированными границами охватывает один или несколько сельских населённых пунктов. Данные понятия являются равнозначными. Понятие «сомон» применяется согласно исторически сложившимся культурно-бытовым традициям и обычаям этнических групп, проживающих на его территории. Наряду с понятием «сельсовет» применяется понятие «национальный сельсовет».
Согласно ст. 6, границы сельсоветов, сомонов могут объединять одно или несколько муниципальных образований. Территории нескольких административно-территориальных единиц могут входить в границы одного муниципального образования (то есть сельсоветы, сомоны могут располагаться в границах одного сельского, реже городского поселения).

## История
Сельсоветы и сомсоветы (сомоны) в основном на территории нынешней Бурятии были образованы начиная с 1920-х годов в составе СССР.
После распада СССР сельсоветы и сомоны были сохранены, до 2001 года в ОКАТО сомоны именовались сельсоветами.
В 2002 году были упразднены сельсоветы в подчинении городов республиканского значения.
Территориальные изменения, изменения в статусах указываются начиная с 1989 года, года последней переписи в СССР.

## Список сельсоветов и сомонов
Современное административно-территориальное устройство Бурятии насчитывает в составе районов:
- 157 сельсоветов
  - в том числе 1 национальный
- 83 сомона.

В составе муниципальных районов им соответствуют:
- 3 городских поселения;
- 245 сельских поселений.

Сокращения
МР — муниципальный район
ГП — городское поселение
СП — сельское поселение
АТЕ — административно-территориальная единица
г. — город
пгт — посёлок городского типа
рп — рабочий посёлок
с.н.п. — сельский населённый пункт
п. — посёлок
рзд — разъезд
п. — посёлок станции
с. — село
ул. — улус
| №   | Сельсовет / сомон              | Тип АТЕ   | Район                   | Соответствие на уровне муниципального устройства               | Комментарий                                         |
| --- | ------------------------------ | --------- | ----------------------- | -------------------------------------------------------------- | --------------------------------------------------- |
| 1   | Адамовский                     | сельсовет | Баргузинский            | Адамовское СП Баргузинского МР                                 |                                                     |
| 2   | Алтайский                      | сомон     | Кяхтинский              | Алтайское СП Кяхтинского МР                                    |                                                     |
| 3   | Алцакский                      | сомон     | Джидинский              | Алцакское СП Джидинского МР                                    |                                                     |
| 4   | Амалатский                     | сельсовет | Баунтовский эвенкийский | Амалатское СП Баунтовского эвенкийского МР                     |                                                     |
| 5   | Ангоянский                     | сельсовет | Северо-Байкальский      | Ангоянское СП Северо-Байкальского МР                           |                                                     |
| 6   | Аргадинский                    | сомон     | Курумканский            | СП Аргада Курумканского МР                                     |                                                     |
| 7   | Армакский                      | сельсовет | Джидинский              | Армакское СП Джидинского МР                                    |                                                     |
| 8   | Аршанский                      | сельсовет | Тункинский              | СП Аршан Тункинского МР                                        |                                                     |
| 9   | Ашангинский                    | сомон     | Хоринский               | Ашангинское СП Хоринского МР                                   |                                                     |
| 10  | Багдаринский                   | сельсовет | Баунтовский эвенкийский | Багдаринское СП Баунтовского эвенкийского МР                   |                                                     |
| 11  | Байкало-Кударинский            | сельсовет | Кабанский               | Байкало-Кударинское СП Кабанского МР                           |                                                     |
| 12  | Байкальский эвенкийский        | сельсовет | Северо-Байкальский      | Байкальское эвенкийское СП Северо-Байкальского МР              |                                                     |
| 13  | Бамбуйский                     | сельсовет | Муйский                 | ГП посёлок Таксимо Муйского МР                                 |                                                     |
| 14  | Барагханский                   | сомон     | Курумканский            | СП Барагхан, Элэсун Курумканского МР                           |                                                     |
| 15  | Баратуйский                    | сельсовет | Селенгинский            | СП Бараты Селенгинского МР                                     |                                                     |
| 16  | Баргузинский                   | сельсовет | Баргузинский            | Баргузинское СП Баргузинского МР                               |                                                     |
| 17  | Барский                        | сельсовет | Мухоршибирский          | Барское СП Мухоршибирского МР                                  |                                                     |
| 18  | Барыкинский                    | сельсовет | Тарбагатайский          | Барыкинское СП Тарбагатайского МР                              |                                                     |
| 19  | Баянгольский                   | сельсовет | Закаменский             | Баянгольское СП Закаменского МР                                |                                                     |
| 20  | Баянгольский                   | сомон     | Баргузинский            | Баянгольское СП Баргузинского МР                               |                                                     |
| 21  | Белоозёрский                   | сельсовет | Джидинский              | Белоозёрское СП Джидинского МР                                 |                                                     |
| 22  | Билютайский                    | сельсовет | Бичурский               | Билютайское СП Бичурского МР                                   |                                                     |
| 23  | Бичурский                      | сельсовет | Бичурский               | Бичурское СП Бичурского МР                                     | с. Бичура входит в Бичурский и Кировский сельсоветы |
| 24  | Большекударинский              | сельсовет | Кяхтинский              | Большекударинское СП Кяхтинского МР                            |                                                     |
| 25  | Большекуналейский              | сельсовет | Тарбагатайский          | Большекуналейское СП Тарбагатайского МР                        |                                                     |
| 26  | Большелугский                  | сомон     | Кяхтинский              | Большелугское СП Кяхтинского МР                                |                                                     |
| 27  | Бомский                        | сельсовет | Мухоршибирский          | Бомское СП Мухоршибирского МР                                  |                                                     |
| 28  | Боргойский                     | сомон     | Джидинский              | Боргойское СП Джидинского МР                                   |                                                     |
| 29  | Бортойский                     | сомон     | Закаменский             | Бортойское СП Закаменского МР                                  |                                                     |
| 30  | Боцинский                      | сельсовет | Джидинский              | Боцинское СП Джидинского МР                                    |                                                     |
| 31  | Брянский                       | сельсовет | Кабанский               | Брянское СП Кабанского МР                                      |                                                     |
| 32  | Булыкский                      | сельсовет | Джидинский              | Булыкское СП Джидинского МР                                    |                                                     |
| 33  | Бургалтайский                  | сомон     | Джидинский              | Нижнебургалтайское СП Джидинского МР                           |                                                     |
| 34  | Бургуйский                     | сомон     | Закаменский             | Бургуйское СП Закаменского МР                                  |                                                     |
| 35  | Бурунгольский                  | сомон     | Окинский                | Бурунгольское СП Окинского МР                                  |                                                     |
| 36  | Верхнеангарский эвенкийский    | сельсовет | Северо-Байкальский      | Куморское эвенкийское СП Северо-Байкальского МР                |                                                     |
| 37  | Верхнебургалтайский            | сельсовет | Джидинский              | Верхнебургалтайское СП Джидинского МР                          |                                                     |
| 38  | Верхнезаимский                 | сельсовет | Северо-Байкальский      | Верхнезаимское СП Северо-Байкальского МР                       |                                                     |
| 39  | Верхнеилькинский               | сельсовет | Заиграевский            | Верхнеилькинское СП Заиграевского МР                           |                                                     |
| 40  | Верхнекижингинский             | сомон     | Кижингинский            | СП Верхнекижингинский сомон Кижингинского МР                   |                                                     |
| 41  | Верхнекодунский                | сомон     | Кижингинский            | СП Верхнекодунский сомон Кижингинского МР                      |                                                     |
| 42  | Верхнекурбинский               | сомон     | Хоринский               | Верхнекурбинское, Ойбонтовское СП Хоринского МР                |                                                     |
| 43  | Верхнемангиртуйский            | сельсовет | Бичурский               | Верхне-Мангиртуйское СП Бичурского МР                          |                                                     |
| 44  | Верхнеталецкий                 | сельсовет | Хоринский               | Верхнеталецкое СП Хоринского МР                                |                                                     |
| 45  | Верхнеторейский                | сомон     | Джидинский              | Верхнеторейское СП Джидинского МР                              |                                                     |
| 46  | Витимканский                   | сельсовет | Баунтовский эвенкийский | Витимканское СП Баунтовского эвенкийского МР                   |                                                     |
| 47  | Витимский                      | сельсовет | Баунтовский эвенкийский | Витимское СП Баунтовского эвенкийского МР                      |                                                     |
| 48  | Выдринский                     | сельсовет | Кабанский               | Выдринское СП Кабанского МР                                    |                                                     |
| 49  | Галбайский                     | сомон     | Тункинский              | СП Галбай Тункинского МР                                       |                                                     |
| 50  | Гаргинский                     | сомон     | Курумканский            | СП Арзгун Курумканского МР                                     |                                                     |
| 51  | Гильбиринский                  | сомон     | Иволгинский             | Гильбиринское СП Иволгинского МР                               |                                                     |
| 52  | Горхонский                     | сельсовет | Заиграевский            | Горхонское СП Заиграевского МР                                 |                                                     |
| 53  | Гочитский                      | сельсовет | Бичурский               | Петропавловское СП Бичурского МР                               |                                                     |
| 54  | Гремячинский                   | сельсовет | Прибайкальский          | Гремячинское СП Прибайкальского МР                             |                                                     |
| 55  | Гундинский                     | сельсовет | Еравнинский             | Гундинское СП Еравнинского МР                                  |                                                     |
| 56  | Гурульбинский                  | сельсовет | Иволгинский             | Гурульбинское СП Иволгинского МР                               |                                                     |
| 57  | Гусиноозёрский                 | сельсовет | Селенгинский            | СП Гусиное Озеро Селенгинского МР                              |                                                     |
| 58  | Гэгэтуйский                    | сомон     | Джидинский              | Гэгэтуйское СП Джидинского МР                                  |                                                     |
| 59  | Дабатуйский                    | сомон     | Заиграевский            | ГП посёлок Онохой, Ацагатское, Дабатуйское СП Заиграевского МР |                                                     |
| 60  | Далахайский                    | сомон     | Закаменский             | Далахайское СП Закаменского МР                                 |                                                     |
| 61  | Далахайский                    | сомон     | Тункинский              | СП Далахай Тункинского МР                                      |                                                     |
| 62  | Десятниковский                 | сельсовет | Тарбагатайский          | Десятниковское СП Тарбагатайского МР                           |                                                     |
| 63  | Джидинский                     | сельсовет | Джидинский              | Джидинское СП Джидинского МР                                   |                                                     |
| 64  | Додоичётуйский                 | сельсовет | Джидинский              | Нижнеичётуйское СП Джидинского МР                              |                                                     |
| 65  | Дутулурский                    | сомон     | Закаменский             | Дутулурское СП Закаменского МР                                 |                                                     |
| 66  | Дыренский эвенкийский          | сельсовет | Курумканский            | СП Дырен эвенкийское Курумканского МР                          |                                                     |
| 67  | Дырестуйский                   | сомон     | Джидинский              | Дырестуйское СП Джидинского МР                                 |                                                     |
| 68  | Еланский                       | сельсовет | Бичурский               | Еланское СП Бичурского МР                                      |                                                     |
| 69  | Енгорбойский                   | сомон     | Закаменский             | Енгорбойское СП Закаменского МР                                |                                                     |
| 70  | Енхорский                      | сельсовет | Джидинский              | Енхорское СП Джидинского МР                                    |                                                     |
| 71  | Ехэ-Цаганский                  | сомон     | Селенгинский            | СП Селендума Селенгинского МР                                  |                                                     |
| 72  | Ехэ-Цакирский                  | сомон     | Закаменский             | Ехэ-Цакирское СП Закаменского МР                               |                                                     |
| 73  | Жаргалантуйский                | сомон     | Селенгинский            | СП Жаргаланта Селенгинского МР                                 |                                                     |
| 74  | Желтуринский                   | сельсовет | Джидинский              | Желтуринское СП Джидинского МР                                 |                                                     |
| 75  | Жемчугский                     | сомон     | Тункинский              | СП Жемчуг Тункинского МР                                       |                                                     |
| 76  | Жиримский                      | сельсовет | Тарбагатайский          | Верхнежиримское СП Тарбагатайского МР                          |                                                     |
| 77  | Заводской                      | сельсовет | Тарбагатайский          | Заводское СП Тарбагатайского МР                                |                                                     |
| 78  | Загустайский                   | сомон     | Селенгинский            | Загустайское СП Селенгинского МР                               |                                                     |
| 79  | Зарянский                      | сельсовет | Кяхтинский              | Зарянское СП Кяхтинского МР                                    |                                                     |
| 80  | Зуево-Сутойский                | сомон     | Селенгинский            | СП Сутой Селенгинского МР                                      |                                                     |
| 81  | Зырянский                      | сельсовет | Прибайкальский          | Зырянское СП Прибайкальского МР                                |                                                     |
| 82  | Иволгинский                    | сельсовет | Иволгинский             | Иволгинское СП Иволгинского МР                                 |                                                     |
| 83  | Ильинский                      | сельсовет | Прибайкальский          | Ильинское СП Прибайкальского МР                                |                                                     |
| 84  | Илькинский                     | сельсовет | Заиграевский            | Илькинское СП Заиграевского МР                                 |                                                     |
| 85  | Инзагатуйский                  | сомон     | Джидинский              | Инзагатуйское СП Джидинского МР                                |                                                     |
| 86  | Иройский                       | сомон     | Селенгинский            | Иройское СП Селенгинского МР                                   |                                                     |
| 87  | Исингинский                    | сомон     | Еравнинский             | Исингинское СП Еравнинского МР                                 |                                                     |
| 88  | Итанцинский                    | сельсовет | Прибайкальский          | Итанцинское СП Прибайкальского МР                              |                                                     |
| 89  | Ичётуйский                     | сомон     | Джидинский              | Ичётуйское СП Джидинского МР                                   |                                                     |
| 90  | Кабанский                      | сельсовет | Кабанский               | Кабанское СП Кабанского МР                                     |                                                     |
| 91  | Каландаришвильский             | сельсовет | Джидинский              | Оёрское СП Джидинского МР                                      |                                                     |
| 92  | Калиновский                    | сельсовет | Мухоршибирский          | Калиновское СП Мухоршибирского МР                              |                                                     |
| 93  | Кижингинский                   | сомон     | Кижингинский            | СП Кижингинский сомон Кижингинского МР                         |                                                     |
| 94  | Киндигирский эвенкийский       | сельсовет | Северо-Байкальский      | Холодное эвенкийское СП Северо-Байкальского МР                 |                                                     |
| 95  | Киретский                      | сомон     | Бичурский               | Дунда-Киретское СП Бичурского МР                               |                                                     |
| 96  | Кировский                      | сельсовет | Бичурский               | Бичурское СП Бичурского МР                                     | с. Бичура входит в Бичурский и Кировский сельсоветы |
| 97  | Ключевской                     | сельсовет | Заиграевский            | Ключевское, Тамахтайское, Челутаевское СП Заиграевского МР     |                                                     |
| 98  | Колесовский                    | сельсовет | Кабанский               | Колесовское СП Кабанского МР                                   |                                                     |
| 99  | Комсомольский                  | сельсовет | Еравнинский             | Комсомольское СП Еравнинского МР                               |                                                     |
| 100 | Кондинский                     | сомон     | Еравнинский             | Кондинское СП Еравнинского МР                                  |                                                     |
| 101 | Корсаковский                   | сомон     | Кабанский               | Корсаковское СП Кабанского МР                                  |                                                     |
| 102 | Краснопартизанский             | сельсовет | Хоринский               | Краснопартизанское СП Хоринского МР                            |                                                     |
| 103 | Красноярский                   | сельсовет | Кабанский               | Красноярское СП Кабанского МР                                  |                                                     |
| 104 | Кударинский                    | сомон     | Кяхтинский              | Кударинское, Первомайское СП Кяхтинского МР                    |                                                     |
| 105 | Куйтунский                     | сельсовет | Тарбагатайский          | Куйтунское СП Тарбагатайского МР                               |                                                     |
| 106 | Кульский                       | сельсовет | Хоринский               | Кульское СП Хоринского МР                                      |                                                     |
| 107 | Курумканский                   | сомон     | Курумканский            | СП Курумкан Курумканского МР                                   |                                                     |
| 108 | Кусотинский                    | сомон     | Мухоршибирский          | Кусотинское СП Мухоршибирского МР                              |                                                     |
| 109 | Кыренский                      | сельсовет | Тункинский              | Кыренское СП Тункинского МР                                    |                                                     |
| 110 | Майский                        | сельсовет | Курумканский            | СП Майск Курумканского МР                                      |                                                     |
| 111 | Малокударинский                | сельсовет | Кяхтинский              | Малокударинское СП Кяхтинского МР                              |                                                     |
| 112 | Малокуналейский                | сельсовет | Бичурский               | Малокуналейское СП Бичурского МР                               |                                                     |
| 113 | Михайловский                   | сельсовет | Закаменский             | Михайловское СП Закаменского МР                                |                                                     |
| 114 | Могойтинский                   | сельсовет | Курумканский            | СП Могойто Курумканского МР                                    |                                                     |
| 115 | Могсохонский                   | сомон     | Кижингинский            | СП Могсохонский сомон Кижингинского МР                         |                                                     |
| 116 | Мондинский                     | сельсовет | Тункинский              | СП Монды Тункинского МР                                        |                                                     |
| 117 | Муйский                        | сельсовет | Муйский                 | СП Муйская сельская администрация Муйского МР                  |                                                     |
| 118 | Мурочинский                    | сомон     | Кяхтинский              | Мурочинское СП Кяхтинского МР                                  |                                                     |
| 119 | Мухоршибирский                 | сельсовет | Мухоршибирский          | Мухоршибирское СП Мухоршибирского МР                           |                                                     |
| 120 | Мылинский                      | сомон     | Закаменский             | Мылинское СП Закаменского МР                                   |                                                     |
| 121 | Нарсатуйский                   | сельсовет | Мухоршибирский          | Нарсатуйское СП Мухоршибирского МР                             |                                                     |
| 122 | Нарынский                      | сельсовет | Джидинский              | Нарынское СП Джидинского МР                                    |                                                     |
| 123 | Нестеровский                   | сельсовет | Прибайкальский          | Нестеровское СП Прибайкальского МР                             |                                                     |
| 124 | Нижне-Иволгинский              | сельсовет | Иволгинский             | Нижнеиволгинское СП Иволгинского МР                            |                                                     |
| 125 | Нижнежиримский                 | сельсовет | Тарбагатайский          | Нижнежиримское СП Тарбагатайского МР                           |                                                     |
| 126 | Нижнекодунский                 | сомон     | Кижингинский            | СП Нижнекодунский сомон Кижингинского МР                       |                                                     |
| 127 | Нижнеторейский                 | сельсовет | Джидинский              | Нижнеторейское СП Джидинского МР                               |                                                     |
| 128 | Нижнеубукунский                | сельсовет | Селенгинский            | Нижнеубукунское СП Селенгинского МР                            |                                                     |
| 129 | Никольский                     | сельсовет | Мухоршибирский          | Никольское СП Мухоршибирского МР                               |                                                     |
| 130 | Новобрянский                   | сельсовет | Заиграевский            | Новобрянское СП Заиграевского МР                               |                                                     |
| 131 | Новозаганский                  | сельсовет | Мухоршибирский          | Новозаганское СП Мухоршибирского МР                            |                                                     |
| 132 | Новоильинский                  | сельсовет | Заиграевский            | Новоильинское СП Заиграевского МР                              |                                                     |
| 133 | Новокижингинский               | сельсовет | Кижингинский            | СП Новокижингинск Кижингинского МР                             |                                                     |
| 134 | Новоселенгинский               | сельсовет | Селенгинский            | Новоселенгинское СП Селенгинского МР                           |                                                     |
| 135 | Новосретенский                 | сельсовет | Бичурский               | Новосретенское СП Бичурского МР                                |                                                     |
| 136 | Ноехонский                     | сомон     | Селенгинский            | Ноехонское СП Селенгинского МР                                 |                                                     |
| 137 | Нуртинский                     | сомон     | Закаменский             | ГП город Закаменск Закаменского МР                             |                                                     |
| 138 | Озёрный                        | сельсовет | Еравнинский             | Озёрное СП Еравнинского МР                                     |                                                     |
| 139 | Оймурский                      | сельсовет | Кабанский               | Оймурское СП Кабанского МР                                     |                                                     |
| 140 | Окино-Ключевский               | сельсовет | Бичурский               | Окино-Ключевское СП Бичурского МР                              |                                                     |
| 141 | Орликский                      | сомон     | Окинский                | Орликское СП Окинского МР                                      |                                                     |
| 142 | Оронгойский                    | сомон     | Иволгинский             | Оронгойское СП Иволгинского МР                                 |                                                     |
| 143 | Первомаевский                  | сельсовет | Заиграевский            | Курбинское, Первомаевское СП Заиграевского МР                  |                                                     |
| 144 | Петропавловский                | сельсовет | Джидинский              | Петропавловское СП Джидинского МР                              |                                                     |
| 145 | Подлопатинский                 | сельсовет | Мухоршибирский          | Подлопатинское СП Мухоршибирского МР                           |                                                     |
| 146 | Посельский                     | сельсовет | Бичурский               | Посельское СП Бичурского МР                                    |                                                     |
| 147 | Посольский                     | сельсовет | Кабанский               | Большереченское, Посольское СП Кабанского МР                   |                                                     |
| 148 | Потанинский                    | сельсовет | Бичурский               | Потанинское СП Бичурского МР                                   |                                                     |
| 149 | Ранжуровский                   | сельсовет | Кабанский               | Ранжуровское СП Кабанского МР                                  |                                                     |
| 150 | Саганнурский                   | сельсовет | Мухоршибирский          | Саганнурское СП Мухоршибирского МР                             |                                                     |
| 151 | Санагинский                    | сомон     | Закаменский             | Санагинское СП Закаменского МР                                 |                                                     |
| 152 | Сахулинский                    | сельсовет | Курумканский            | СП Сахули Курумканского МР                                     |                                                     |
| 153 | Саянский                       | сомон     | Окинский                | Саянское СП Окинского МР                                       |                                                     |
| 154 | Саянтуйский                    | сельсовет | Тарбагатайский          | Саянтуйское СП Тарбагатайского МР                              |                                                     |
| 155 | Северный                       | сельсовет | Баунтовский эвенкийский | Северное СП Баунтовского эвенкийского МР                       |                                                     |
| 156 | Селендумский                   | сельсовет | Селенгинский            | СП Селендума Селенгинского МР                                  |                                                     |
| 157 | Сойотский национальный         | сельсовет | Окинский                | Сойотское Окинского МР                                         |                                                     |
| 158 | Сосново-Озёрский               | сельсовет | Еравнинский             | Сосново-Озёрское СП Еравнинского МР                            |                                                     |
| 159 | Сотниковский                   | сельсовет | Иволгинский             | Сотниковское СП Иволгинского МР                                |                                                     |
| 160 | Среднекодунский                | сомон     | Кижингинский            | СП Среднекодунский сомон Кижингинского МР                      |                                                     |
| 161 | Среднехарлунский               | сомон     | Бичурский               | Среднехарлунское СП Бичурского МР                              | 2001: выделен из Окино-Ключевского сельсовета       |
| 162 | Старобрянский                  | сельсовет | Заиграевский            | Старо-Брянское, Шабурское СП Заиграевского МР                  |                                                     |
| 163 | Сувинский                      | сельсовет | Баргузинский            | Сувинское СП Баргузинского МР                                  |                                                     |
| 164 | Сулхаринский                   | сельсовет | Кижингинский            | СП Сулхара Кижингинского МР                                    |                                                     |
| 165 | Сухинский                      | сельсовет | Кабанский               | Сухинское СП Кабанского МР                                     |                                                     |
| 166 | Таловский                      | сельсовет | Прибайкальский          | Мостовское СП, Таловское СП Прибайкальского МР                 |                                                     |
| 167 | Тамирский                      | сельсовет | Кяхтинский              | Тамирское СП Кяхтинского МР                                    |                                                     |
| 168 | Танхойский                     | сельсовет | Кабанский               | Танхойское СП Кабанского МР                                    |                                                     |
| 169 | Тарбагатайский                 | сельсовет | Тарбагатайский          | Тарбагатайское СП Тарбагатайского МР                           |                                                     |
| 170 | Татауровский                   | сельсовет | Прибайкальский          | Татауровское СП Прибайкальского МР                             |                                                     |
| 171 | Твороговский                   | сельсовет | Кабанский               | Твороговское СП Кабанского МР                                  |                                                     |
| 172 | Темникский                     | сельсовет | Селенгинский            | СП Темник Селенгинского МР                                     |                                                     |
| 173 | Толтойский                     | сомон     | Тункинский              | СП Толтой Тункинского МР                                       |                                                     |
| 174 | Топкинский                     | сельсовет | Бичурский               | Топкинское СП Бичурского МР                                    |                                                     |
| 175 | Торский                        | сомон     | Тункинский              | СП Зун-Мурино, Торы Тункинского МР                             |                                                     |
| 176 | Тугнуйский                     | сельсовет | Мухоршибирский          | Тугнуйское СП Мухоршибирского МР                               |                                                     |
| 177 | Тужинкинский                   | сельсовет | Еравнинский             | Тужинкинское СП Еравнинского МР                                |                                                     |
| 178 | Тулдунский                     | сомон     | Еравнинский             | Тулдунское СП Еравнинского МР                                  |                                                     |
| 179 | Тункинский                     | сельсовет | Тункинский              | СП Тунка Тункинского МР                                        |                                                     |
| 180 | Туранский                      | сомон     | Тункинский              | СП Туран, Хойто-Гол Тункинского МР                             |                                                     |
| 181 | Туркинский                     | сельсовет | Прибайкальский          | Туркинское СП Прибайкальского МР                               |                                                     |
| 182 | Турунтаевский                  | сельсовет | Прибайкальский          | Турунтаевское СП Прибайкальского МР                            |                                                     |
| 183 | Уакитский                      | сельсовет | Баунтовский эвенкийский | Уакитское СП Баунтовского эвенкийского МР                      |                                                     |
| 184 | Убур-Дзокойский                | сомон     | Селенгинский            | Убур-Дзокойское СП Селенгинского МР                            |                                                     |
| 185 | Удинский                       | сомон     | Хоринский               | Удинское СП Хоринского МР                                      |                                                     |
| 186 | Узколугский                    | сельсовет | Бичурский               | Буйское СП Бичурского МР                                       |                                                     |
| 187 | Улан-Одонский                  | сельсовет | Хоринский               | Хоринское СП Хоринского МР                                     |                                                     |
| 188 | Улекчинский                    | сомон     | Закаменский             | Улекчинское СП Закаменского МР                                 |                                                     |
| 189 | Улентуйский                    | сомон     | Закаменский             | Улентуйское СП Закаменского МР                                 |                                                     |
| 190 | Улхасааский                    | сомон     | Еравнинский             | Улхасааское СП Еравнинского МР                                 |                                                     |
| 191 | Ульдургинский                  | сомон     | Еравнинский             | Ульдургинское СП Еравнинского МР                               |                                                     |
| 192 | Улюнский                       | сомон     | Баргузинский            | Улюнское СП Баргузинского МР                                   |                                                     |
| 193 | Улюнханский эвенкийский        | сельсовет | Курумканский            | СП Улюнхан эвенкийское Курумканского МР                        |                                                     |
| 194 | Унэгэтэйский                   | сельсовет | Заиграевский            | Унэгэтэйское СП Заиграевского МР                               |                                                     |
| 195 | Уринский                       | сельсовет | Баргузинский            | Уринское СП Баргузинского МР                                   |                                                     |
| 196 | Усойский эвенкийский           | сельсовет | Баунтовский эвенкийский | Усойское СП Баунтовского эвенкийского МР                       |                                                     |
| 197 | Усть-Брянский                  | сельсовет | Заиграевский            | Усть-Брянское СП Заиграевского МР                              |                                                     |
| 198 | Усть-Бургалтайский             | сомон     | Закаменский             | Усть-Бургалтайское СП Закаменского МР                          |                                                     |
| 199 | Усть-Джилиндинский эвенкийский | сельсовет | Баунтовский эвенкийский | Усть-Джилиндинское эвенкийское СП Баунтовского эвенкийского МР |                                                     |
| 200 | Усть-Киранский                 | сомон     | Кяхтинский              | Усть-Киранское СП Кяхтинского МР                               |                                                     |
| 201 | Усть-Кяхтинский                | сельсовет | Кяхтинский              | Субуктуйское, Усть-Кяхтинское СП Кяхтинского МР                |                                                     |
| 202 | Усть-Эгитуйский                | сомон     | Еравнинский             | Усть-Эгитуйское СП Еравнинского МР                             |                                                     |
| 203 | Утатайский                     | сомон     | Закаменский             | Утатайское СП Закаменского МР                                  |                                                     |
| 204 | Хамнейский                     | сельсовет | Закаменский             | Хамнейское СП Закаменского МР                                  |                                                     |
| 205 | Хандагайский                   | сельсовет | Хоринский               | Кульское СП Хоринского МР                                      |                                                     |
| 206 | Харацайский                    | сельсовет | Закаменский             | Харацайское СП Закаменского МР                                 |                                                     |
| 207 | Харашибирский                  | сельсовет | Мухоршибирский          | Харашибирское СП Мухоршибирского МР                            |                                                     |
| 208 | Харбятский                     | сельсовет | Тункинский              | СП Харбяты Тункинского МР                                      |                                                     |
| 209 | Хасуртайский                   | сельсовет | Хоринский               | Хасуртайское СП Хоринского МР                                  |                                                     |
| 210 | Хилганайский                   | сомон     | Баргузинский            | Хилганайское СП Баргузинского МР                               |                                                     |
| 211 | Холтосонский                   | сельсовет | Закаменский             | ГП город Закаменск Закаменского МР                             |                                                     |
| 212 | Хонхолойский                   | сельсовет | Мухоршибирский          | Хонхолойское СП Мухоршибирского МР                             |                                                     |
| 213 | Хонхолойский                   | сомон     | Бичурский               | Хонхолойское СП Бичурского МР                                  |                                                     |
| 214 | Хоринский                      | сельсовет | Хоринский               | Хоринское СП Хоринского МР                                     |                                                     |
| 215 | Хоронхойский                   | сельсовет | Кяхтинский              | Хоронхойское СП Кяхтинского МР                                 |                                                     |
| 216 | Хошун-Узурский                 | сомон     | Мухоршибирский          | Хошун-Узурское СП Мухоршибирского МР                           |                                                     |
| 217 | Хужирский                      | сомон     | Закаменский             | Хужирское СП Закаменского МР                                   |                                                     |
| 218 | Хужирский                      | сомон     | Тункинский              | СП Хужиры Тункинского МР                                       |                                                     |
| 219 | Хуртагинский                   | сомон     | Закаменский             | Хуртагинское СП Закаменского МР                                |                                                     |
| 220 | Цаган-Моринский                | сомон     | Закаменский             | Цаган-Моринское СП Закаменского МР                             |                                                     |
| 221 | Цаган-Усунский                 | сельсовет | Джидинский              | Енхорское СП Джидинского МР                                    |                                                     |
| 222 | Цагатуйский                    | сельсовет | Джидинский              | Цагатуйское Джидинского МР                                     |                                                     |
| 223 | Цакирский                      | сельсовет | Закаменский             | Цакирское СП Закаменского МР                                   |                                                     |
| 224 | Целинный                       | сельсовет | Еравнинский             | Целинное СП Еравнинского МР                                    |                                                     |
| 225 | Ципиканский                    | сельсовет | Баунтовский эвенкийский | Багдаринское СП Баунтовского эвенкийского МР                   |                                                     |
| 226 | Цолгинский                     | сомон     | Мухоршибирский          | Цолгинское СП Мухоршибирского МР                               |                                                     |
| 227 | Чесанский                      | сомон     | Кижингинский            | СП Чесанский сомон Кижингинского МР                            |                                                     |
| 228 | Чикойский                      | сельсовет | Кяхтинский              | Чикойское СП Кяхтинского МР                                    |                                                     |
| 229 | Чильчигирский эвенкийский      | сельсовет | Северо-Байкальский      | Уоянское эвенкийское СП Северо-Байкальского МР                 |                                                     |
| 230 | Читканский                     | сельсовет | Баргузинский            | Читканское СП Баргузинского МР                                 |                                                     |
| 231 | Шалутский                      | сельсовет | Тарбагатайский          | Шалутское СП Тарбагатайского МР                                |                                                     |
| 232 | Шанагинский                    | сомон     | Бичурский               | Шанагинское СП Бичурского МР                                   |                                                     |
| 233 | Шара-Азаргинский               | сомон     | Закаменский             | Шара-Азаргинское СП Закаменского МР                            |                                                     |
| 234 | Шарагольский                   | сельсовет | Кяхтинский              | Шарагольское СП Кяхтинского МР                                 |                                                     |
| 235 | Шаралдайский                   | сельсовет | Мухоршибирский          | Шаралдайское СП Мухоршибирского МР                             |                                                     |
| 236 | Шергинский                     | сельсовет | Кабанский               | Шергинское СП Кабанского МР                                    |                                                     |
| 237 | Шибертуйский                   | сомон     | Бичурский               | Шибертуйское Бичурского МР                                     |                                                     |
| 238 | Ширингинский                   | сомон     | Еравнинский             | Ширингинское СП Еравнинского МР                                |                                                     |
| 239 | Эгитуйский                     | сомон     | Еравнинский             | Эгитуйское СП Еравнинского МР                                  |                                                     |
| 240 | Юбилейный                      | сельсовет | Баргузинский            | Юбилейное СП Баргузинского МР                                  |                                                     |

### Упразднённые сельсоветы и сомоны
| № | АТЕ           | Тип       | Подчинение                  | Год      | Комментарий                                      |
| - | ------------- | --------- | --------------------------- | -------- | ------------------------------------------------ |
| 1 | Забайкальский | сельсовет | Улан-Удэ, Октябрьский район | 2002     |                                                  |
| 2 | Солнечный     | сельсовет | Северобайкальск             | 2001     | п. Солнечный включён в черту г. Северобайкальска |
| 3 | Цайдамский    | сомон     | Селенгинский район          | 2005 (?) | объединён с Гусиноозёрским сельсоветом           |

### Территориальные обмены с 1989 года
Территориальные обмены с 1989 года с участием сельсоветов и сомонов.
| №  | АТЕ                        | Район          | Год      | Комментарий                                                       |
| -- | -------------------------- | -------------- | -------- | ----------------------------------------------------------------- |
| 1  | Баратуйский сельсовет      | Селенгинский   | 2015     | п. Таёжный передан в Иройский сомон                               |
| 2  | Витимский сельсовет        | Еравнинский    | 1989     | передан в Баунтовский район                                       |
| 3  | Гурульбинский сельсовет    | Иволгинский    | 1992     | с. Исток и Степной переданы в подчинение Улан-Удэнского горсовета |
| 4  | Жемчугский сомон           | Тункинский     | 2005 (?) | п. Малый Жемчуг передан в Харбятский сельсовет                    |
| 5  | Забайкальский сельсовет    | Тарбагатайский | 1991     | п. Забайкальский передан в подчинение Улан-Удэнского горсовета    |
| 6  | Илькинский сельсовет       | Заиграевский   | 2005 (?) | п. при ст. Челутай передан в Ключевской сельсовет                 |
| 7  | Муйский сельсовет          | Баунтовский    | 1989     | передан в новообразованный Муйский район                          |
| 8  | Окино-Ключевский сельсовет | Бичурский      | 2001     | выделен Среднехарлунский сельсовет                                |
| 9  | Онохой, пгт                | Заиграевский   | 2005 (?) | блок-пост им. Серова передан в Усть-Брянский сельсовет            |
| 10 | Сотниковский сельсовет     | Иволгинский    | 1987     | п. ст. Мостовой передан в подчинение Улан-Удэнского горсовета     |
| 11 | Таксимо, пгт               | Муйский        | 2005 (?) | п. Витим передан в Муйский сельсовет                              |
| 12 | Унэгэтэйский сельсовет     | Заиграевский   | 2005 (?) | с. Новая Курба передано в Первомаевский сельсовет                 |
| 13 | Читканский сельсовет       | Баргузинский   | 2005 (?) | с. Шапеньково передано в Баргузинский сельсовет                   |

### Переименованные сельсоветы и сомоны
| № | Старое название    | Тип АТЕ   | Район                   | Год  | Новое название                 |
| - | ------------------ | --------- | ----------------------- | ---- | ------------------------------ |
| 1 | Байкальский        | сельсовет | Северо-Эвенкийский      | 2001 | Байкальский эвенкийский        |
| 2 | Верхнеангарский    | сельсовет | Северо-Эвенкийский      | 2001 | Верхнеангарский эвенкийский    |
| 3 | Дыренский          | сельсовет | Курумканский            | 2001 | Дыренский эвенкийский          |
| 4 | Киндигирский       | сельсовет | Северо-Эвенкийский      | 2001 | Киндигирский эвенкийский       |
| 5 | Улюнханский        | сельсовет | Курумканский            | 2001 | Улюнханский эвенкийский        |
| 6 | Усойский           | сельсовет | Баунтовский эвенкийский | 2001 | Усойский эвенкийский           |
| 7 | Усть-Джилиндинский | сельсовет | Баунтовский эвенкийский | 2001 | Усть-Джилиндинский эвенкийский |
| 8 | Харамодунский      | сомон     | Курумканский            | 1999 | Аргадинский                    |
| 9 | Чильчигирский      | сельсовет | Северо-Эвенкийский      | 2001 | Чильчигирский эвенкийский      |

### Включение бывших посёлков городского типа в сельсоветы
| №  | Сельсовет        | Район          | Год  | Бывший пгт (и, если есть, подчинявшиеся ему с.н.п.)                                       |
| -- | ---------------- | -------------- | ---- | ----------------------------------------------------------------------------------------- |
| 1  | Багдаринский     | Баунтовский    | 1990 | рп Багдарин, п. Маловский, Троицкий                                                       |
| 2  | Баргузинский     | Баргузинский   | 2005 | рп Баргузин, с. Нестериха, Шапеньково                                                     |
| 3  | Баянгольский     | Закаменский    | 2003 | Баянгол                                                                                   |
| 4  | Выдринский       | Кабанский      | 2003 | рп Выдрино, п. ст. Выдрино, п. Речка Выдрино, Толбазиха                                   |
| 5  | Гусиноозёрский   | Селенгинский   | 2005 | рп Гусиное Озеро, у. Цайдам                                                               |
| 6  | Джидинский       | Джидинский     | 2013 | Джида                                                                                     |
| 7  | Иволгинский      | Иволгинский    | 1991 | рп Иволгинск, с. Верхняя Иволга, Калёново, Ключи, Колобки, Красноярово, п. Тапхар, Шалута |
| 8  | Ильинский        | Прибайкальский | 2005 | Ильинка, рзд Лесовозный                                                                   |
| 9  | Илькинский       | Заиграевский   | 2004 | Илька, у. Шэнэ-Буса (п. ст. Челутай)                                                      |
| 10 | Кыренский        | Тункинский     | 1990 | рп Кырен                                                                                  |
| 11 | Новоильинский    | Заиграевский   | 2004 | рп Новоильинск, ул. Дархита                                                               |
| 12 | Новокижингинский | Кижингинский   | 2003 | рп Новокижингинск                                                                         |
| 13 | Селендумский     | Селенгинский   | 2005 | рп Селендума, с. Билютай, Сосновка, ул. Шана                                              |
| 14 | Танхойский       | Кабанский      | 2013 | Танхой, п. ст. Кедровая, Мишиха, Переёмная, п. Прибой, Речка Мишиха                       |
| 15 | Туркинский       | Прибайкальский | 2006 | рп Турка, с. Горячинск, п. Золотой Ключ, Соболиха                                         |
| 16 | Холтосонский     | Закаменский    | 2003 | Холтосон, п. Хасура                                                                       |
| 17 | Хоринский        | Хоринский      | 1990 | рп Хоринск, у. Алан, Анинск, Кульский Станок, п. Майла                                    |
| 18 | Чикойский        | Кяхтинский     | 2004 | Чикой                                                                                     |